# Paul Double
Paul Double (Winchester, 25 juni 1996) is een Engels wielrenner die anno 2025 rijdt voor Team Jayco AlUla.

## Carrière
Na in 2018 verschillende amateurwedstrijden te hebben gewonnen, reed Double in 2019 voor het Italiaanse Team Colpack. Namens die ploeg nam hij deel aan onder meer de Ronde van Sicilië en de Ronde van de Alpen. In 2020 werd hij, namens Holdsworth Zappi onder meer vierde in het eindklassement van de Ronde van Bulgarije.
In april 2022 werd Double vijftiende in het eindklassement van de Ronde van Sicilië, met ruim vier minuten achterstand op winnaar Damiano Caruso. Later die maand werd hij zesde in het eindklassement van de Ronde van Griekenland. In juni eindigde Double op de zevende plaats in het eindklassement van de door Tadej Pogačar gewonnen Ronde van Slovenië. In augustus werd bekend dat Double een profcontract had getekend bij Human Powered Health, waar hij per 1 augustus als stagiair begon. Later die maand won hij de tweede etappe in de Ronde van Bulgarije, voor Alexis Guérin en Roland Thalmann.
In 2025 maakte Double de overstap naar Team Jayco AlUla. Eind maart won hij de tweede etappe in de Internationale Wielerweek.

## Overwinningen
2022
2e etappe Ronde van Bulgarije
2025
2e etappe Internationale Wielerweek

## Resultaten in voornaamste wedstrijden
| Jaar | Ronde van Italië | Ronde van Frankrijk | Ronde van Spanje |
| ---- | ---------------- | ------------------- | ---------------- |
| 2025 | 98e              |                     |                  |

| Jaar | Clásica San Sebastián |
| ---- | --------------------- |
| 2025 | opgave                |

## Ploegen
- 2019 –  Team Colpack
- 2021 –  MG.K vis-VPM
- 2022 –  MG.K vis-Colors for Peace-VPM
- 2022 –  Human Powered Health (stagiair vanaf 1 augustus)
- 2023 –  Human Powered Health
- 2024 –  Team Polti Kometa
- 2025 –  Team Jayco AlUla

Aasvold · Bassett · Brown (tot 26/6) · Carpenter · Coté · de Kleijn · de Vos · Gibson (vanaf 6/6) · Haga · Hecht · Jensen · Joyce · King · Krul · Mannion · Murphy · Rosskopf · Swirbul · Zukowsky · Chrétien (stagiair) · Double (stagiair) · Stites (stagiair)
Aasvold · Aniołkowski · Banaszek · Bassett · Chrétien · Coté · de Vos · Double · Gibson · Greenberg · Haga · Hecht · Jensen · Joyce · Krul · Lemmen · McGill · Peák · Perry · Schönberger · Svestad-Bårdseng · Van Hoecke · Weemaes
D. Bais · M. Bais · De Cassan · Double · Fabbro · Fetter · Garosio · Gómez · Lonardi · Maestri · Á. Martín · D. Martín · Muñoz · Peñalver · Pietrobon · Piganzoli · Restrepo · Serrano · Sevilla · Tercero · Bagnara (stagiair) · Buttigieg (stagiair)  · Raccagni (stagiair)